# Tottenham Hotspur Stadium
Tottenham Hotspur Stadium er et engelsk fodboldstadion beliggende i det nordlige London. Det er hjemmebane for klubben Tottenham Hotspur, og blev indviet i 2019, hvor det afløste White Hart Lane.
Navnet "Tottenham Hotspur Stadium" er et midlertidigt navn, da intentionen er at sælge navnerettighederne til en sponsor.
Son Heung-min scorede første mål for Tottenham på deres nye stadion i en kamp mod Crystal Palace 3. april 2019.